# Futtsu

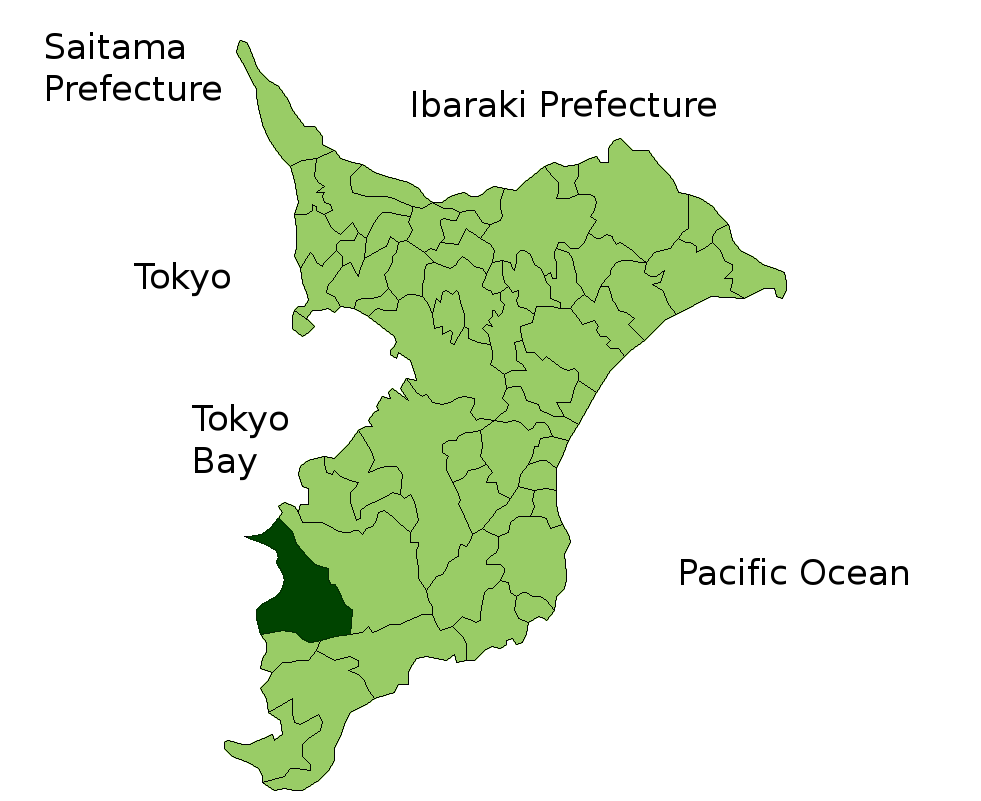
Miasto na tle prefektury

Futtsu (jap. 富津市 Futtsu-shi) – miasto w środkowej Japonii, na głównej wyspie Honsiu (Honshū), w prefekturze Chiba. Ma powierzchnię 205,47 km². W 2020 r. mieszkało w nim 42 508 osób, w 17 818 gospodarstwach domowych  (w 2010 r. 48 075 osób, w 17 311 gospodarstwach domowych).